# نیکو چکو
نیکو چکو (کرواتی: Niko Čeko؛ زادهٔ ۱۳ فوریهٔ ۱۹۶۹) بازیکن فوتبال اهل کرواسی بود.
از باشگاه‌هایی که در آن بازی کرده‌است می‌توان به باشگاه فوتبال زاگرب و باشگاه فوتبال هایدوک اسپلیت اشاره کرد.
وی همچنین در تیم ملی فوتبال کرواسی بازی کرده‌است.